# Rødding Kommune
Rødding Kommune i Sønderjyllands Amt blev dannet ved kommunalreformen i 1970. Ved strukturreformen i 2007 blev den indlemmet i Vejen Kommune sammen med Brørup Kommune og Holsted Kommune.

## Tidligere kommuner
Rødding Kommune blev dannet ved sammenlægning af 8 sognekommuner:
| Kommune      | Folketal 1. januar 1970 | Byer                  |
| ------------ | ----------------------- | --------------------- |
| Hjerting     | 358                     |                       |
| Jels         | 1.836                   | Jels                  |
| Lintrup      | 950                     | Foldingbro og Lintrup |
| Rødding      | 2.848                   | Rødding               |
| Skodborg     | 1.729                   | Skodborg              |
| Skrave       | 623                     |                       |
| Sønder Hygum | 1.313                   | Sønder Hygum          |
| Øster Lindet | 979                     | Øster Lindet          |
| I alt        | 10.636                  |                       |

## Sogne
Rødding Kommune bestod af følgende sogne, alle fra Frøs Herred undtagen Jels, der hørte til Gram Herred:
- Hjerting Sogn
- Jels Sogn
- Lintrup Sogn
- Rødding Sogn
- Skodborg Sogn
- Skrave Sogn
- Sønder Hygum Sogn
- Øster Lindet Sogn

## Borgmestre[2]
| Navn             | Parti   | Periode   |
| ---------------- | ------- | --------- |
| Christian Olling | Venstre | 1970-1974 |
| Gunnar Juul      | Venstre | 1974-1990 |
| Peter Holst      | Venstre | 1990-2002 |
| Tage Sørensen    | Venstre | 2002-2006 |

## Rådhus
Rødding Kommunes rådhus på Østergade 28 er opført i 1978. En del af bygningen er nu Rødding Aktivitetshus, resten er Vejen Kommunes Områdekontor Rødding.